# Catherine Carr
Catherine "Cathy" L. Carr, efter vigseln Catherine West, född 27 maj 1954 i Albuquerque, New Mexico, är en inte längre aktiv amerikansk tävlingssimmare (främst bröstsim).
Carr deltog vid de Olympiska sommarspelen 1972 i München och vann där en guldmedalj över 100 meter bröstsim med nytt världsrekord. Hon vann dessutom en guldmedalj med det amerikanska laget över 4 x 100 meter medley.
1988 blev hon upptagen i International Swimming Hall of Fame.